# Yumiko Shige
Yumiko Shige (jap. 重 由美子 Shige Yumiko; ur. 4 sierpnia 1965 w Karatsu, zm. 9 grudnia 2018 tamże) – japońska żeglarka. Srebrna medalistka olimpijska z Atlanty.
Brała udział w trzech igrzyskach olimpijskich (IO 1992, IO 1996, IO 2000). Startowała w klasie 470. W 1996 Japonki zajęły drugie miejsce, partnerowała jej Alicia Kinoshita. Była srebrną medalistką mistrzostw świata w 1992 i brązową w 1995.